# UClibc
 (novembre 2021).

µClibc, appel système du Noyau Linux ou μCLinux.

En informatique, uClibc est une petite bibliothèque standard du C destinée au développement de systèmes embarqués avec Linux. uClibc est en particulier plus petite que la Glibc généralement utilisée sur Linux. uCLibc supporte également les systèmes sans MMU.
uClibc est une bibliothèque libre distribuée selon les termes de la GNU LGPL.
À l'origine, uClibc a été produite pour μCLinux.

## Buts et caractéristiques
uClibc est conçue pour les systèmes embarqués.
À ce titre, elle ne supporte pas certaines plateformes comme MS-DOS. Elle supporte les plateformes suivantes :
alpha, amd64, ARM, Blackfin, cris, h8300, hppa, i386, i960, ia64, m68k, mips/mipsel, PowerPC, SH, SPARC, et v850.
Pour être compacte, elle peut sacrifier les performances ou les services offerts, par exemple le support pour les fonctions mathématiques définies par le standard C99, et IPv6 est désactivé par défaut.
uClibc est hautement configurable, laissant la possibilité à l'utilisateur de n'inclure que les fonctionnalités dont il sait avoir besoin.